# 香席
香席是一種社會文化活動、目的是藉由香來結合書法和文學的一種生活品味、是各種使用香料形式裡最純淨高雅的一種品香方式。和一般市面上普遍的線香、和香（合香）、香精、香水比起來，它只品香料本身的味道而非其它任何自然或化學的添加物。而且，傳統香席上是不出煙的,所以不會像烤香或焚香等受煙味的嗅覺干擾、也不用去擔心煙可能對身體上的種種危害。

## 中式傳統香席歷史
品香到了宋朝，就如同宋人吳自牧所書《夢梁錄》中所稱，舉辦香席已與點茶、插花、鑑古成為休閒養生之精緻生活中的必備條件。無論好友相聚雅集、家居休閒、習道修佛都會來上一爐好香，與好朋友分享，發展出香席文化。北宋人稱點茶、插花、鑑古、品香為「四般閒事」。到了明代在家中築香室邀好友品香更成為一種時尚與品味，在中國的詩詞字畫中留下許多。
雖然在明代時文人普遍在家裡建靜室舉辦香席招待客人一起品香習靜,但於清朝時，西方文明慢慢成為主流時尚，中國傳統文化開始起了轉變，而傳統香席活動也就逐漸沒落了。

## 中式傳統香席步驟[4]
1. 品香：爐主對香料的瞭解及使用出香工具的方法(訓練)等。
2. 坐香：
  1. 坐香步驟為：
    1. 初品清鼻：去除雜味；
    2. 鼻觀：觀想香趣；
    3. 回味：肯定意念。

  2. 香木因藉由熱氣揮發而會快速轉變為各種香味,主要分為這三個階段:
    1. 頭香
    2. 本香
    3. 尾香
3. 課香：用書法詮釋品香習靜的體驗。需要一定的文化素養和領悟力。

## 日本香道
香席文化在中國唐宋時期隨同佛教、鬥茶、插花、弈棋、書法等傳入日本、跟著日本皇室及貴族留存下來而發展為日本香道。現今日本香道已發展為一百多種流派但已經與中式傳統香席文化不完全相同了。